# Clairautsche Differentialgleichung
Die clairautsche Differentialgleichung ist eine nichtlineare gewöhnliche Differentialgleichung erster Ordnung der Form
{\displaystyle y(x)=x\cdot y'(x)+f(y'(x))}
und ist somit ein Spezialfall der d’Alembertschen Differentialgleichung. Sie ist nach dem französischen Mathematiker Alexis-Claude Clairaut benannt.

## Bestimmung von einigen Lösungen
Es gibt zwei Haupttypen von Lösungen der clairautschen Differentialgleichung, die im Folgenden beschrieben werden. Dabei handelt es sich allerdings im Allgemeinen nicht um sämtliche Lösungen dieser Differentialgleichung. Sind nämlich {\displaystyle y_{1},y_{2}} zwei unterschiedliche Lösungen mit {\displaystyle y_{1}(x_{0})=y_{2}(x_{0})} und {\displaystyle y_{1}'(x_{0})=y_{2}'(x_{0})}, so ist die Funktion
{\displaystyle y(x):=\left\{{\begin{array}{ll}y_{1}(x)\ ,&x\leq x_{0}\ ,\\y_{2}(x)\ ,&x>x_{0}\ ,\\\end{array}}\right.}
ebenfalls eine weitere Lösung, die in keine der beiden folgenden Lösungsklassen hineinfällt.

### Triviale Geradenlösungen
Für jedes {\displaystyle c} im Definitionsbereich von {\displaystyle f} sind die Geraden
{\displaystyle \ y(x):=cx+f(c)}
Lösungen der clairautschen Differentialgleichung.

### Nichttriviale Lösungen
Sei {\displaystyle f} differenzierbar sowie {\displaystyle c} eine differenzierbare Funktion, welche der impliziten Gleichung
{\displaystyle f\;'(c(x))+x=0}
genügt. Dann ist
{\displaystyle \ y(x):=xc(x)+f(c(x))}
eine Lösung der clairautschen Differentialgleichung.

### Beweis
Für die Geraden gilt {\displaystyle y'(x)\equiv c}, also
{\displaystyle xy'(x)+f(y'(x))=cx+f(c)=y(x)\ .}
Im Fall der nichttrivialen Lösungen gilt
{\displaystyle {\begin{array}{lll}xy'(x)+f(y'(x))&=&x[xc'(x)+c(x)+f'(c(x))c'(x)]+f(xc'(x)+c(x)+f'(c(x))c'(x))\\&=&xc(x)+f(c(x))=y(x)\ .\\\end{array}}}

## Zusammenhang zwischen beiden Lösungstypen
Die Tangenten der nichttrivialen Lösungen sind triviale Geradenlösungen.

### Beweis
Die Tangente {\displaystyle T} der nichttrivialen Lösung {\displaystyle y(x)=xc(x)+f(c(x))} durch den Punkt {\displaystyle (x_{0}\ |\ y(x_{0}))} ist durch die Gleichung
{\displaystyle {\begin{array}{lll}T(x)&=&y'(x_{0})(x-x_{0})+y(x_{0})\\&=&[x_{0}c'(x_{0})+c(x_{0})+f'(c(x_{0}))c'(x_{0})](x-x_{0})+[x_{0}c(x_{0})+f(c(x_{0}))]\\&=&c(x_{0})(x-x_{0})+c(x_{0})x_{0}+f(c(x_{0}))=c(x_{0})x+f(c(x_{0}))\ \\\end{array}}}
gegeben. Wenn die nichttriviale Lösung strikt konvex bzw. strikt konkav ist, so trennt sie die Ebene daher in einen Bereich, in dem durch jeden Punkt zwei Geradenlösungen laufen, und einen Bereich, der frei von Lösungen ist; sie wird dann als Einhüllende bezeichnet. Lösungen sind dann nicht nur die Einhüllende selbst und die Geradenlösungen, sondern auch Lösungskurven, die stückweise auf Geraden und stückweise auf der Einhüllenden verlaufen.